# صموئيل ماكسويل
صموئيل ماكسويل (بالإنجليزية: Samuel Maxwell)‏ هو قاضي ومحامي وسياسي أمريكي، ولد في 20 مايو 1825 في لودي في الولايات المتحدة، وتوفي في 11 فبراير 1901 في فريمونت في الولايات المتحدة. حزبياً، نشط في الحزب الجمهوري. وقد انتخب عضو مجلس النواب الأمريكي.